# Тома Ст. Томов
Тома Стефанов Томов е изтъкнат български учен, професор, виден специалист в областта на романската филология. Той е значима научна фигура не само в България (основател на българската романистика, създал Катедрата по романска филология в Софийския университет), но и в цяла Европа (един от най-старите членове на Сдружението по романска лингвистика, оценен с множество отличия във Франция, Италия и Испания).

## Биография

### Семейство и образование
Роден е на 29 ноември (17 ноември стар стил) 1891 г. в Свищов в семейството на д-р Стефан Томов, котленец, и Андоница Томова – еленчанка, родственица на семейството на Стоян Михайловски. Баща му е човекът, запалил у Тома Томов любознателността и интереса към чуждите езици: д-р Стефан Томов се обучава в английския колеж в Малта, след което продължава в Робърт колеж, а впоследствие завършва богословие в САЩ. „Той разви у мен обич към доброто и красивото не само в съвременните прояви в живота, но и в тия на древните писатели. От него аз чух за първи път чужда реч, от него аз узнах за всесветските литературни шедьоври, от него научих да ги обичам и да ги ценя“ – споделя самият професор Томов. Той никога не пропуска да изтъкне колко много дължи на баща си и дори с изписването на името си – Тома Ст. Томов – държи да подчертае семейната и духовна приемственост и признателността си.
Тома Ст. Томов завършва своето средно образование в класическия отдел на Русенската мъжка гимназия през 1909 г. Във връзка с учителите си той отбелязва, че преподавателят му от Русенската гимназия д-р Занетов е събудил у него любовта към латинския и гръцкия и така той е решил да се занимава с филология.
През 1910 г. се явява на конкурс за стипендии в странство, обявен от Министерството на народното просвещение, издържа успешно всички изпити (писмени и устни) и получава единствената стипендия по романска филология. През 1912 г. Томов завършва класическа филология в университета в Нанси с диплома Licence ès Lettres (Langues et littératures classiques).
През 1913 г. Тома Томов започва обучението си в Парижкия университет Сорбона, който по онова време е единственият университет, имащ Факултет по романска филология. По време на обучението си там Томов е бил студент на видни учени в областта на романската филология като Фердинан Брюно (професор по история на френския език и декан на факултета), Марио Рок (старофренски и румънски език), Антоан Тома (старофренски език), Алфред Жанроа (окситански език и литература), Жозеф Бедие (старофренска литература и критично издаване на старофренски текстове в Колеж дьо Франс), Гюстав Лансон (френска литература от XVII век), Анри Шамар (съвременна френска литература). Изучава също румънски, испански и италиански език. Тези истински светила на романистиката го впечатляват дълбоко и повлияват върху оформянето му като учен и преподавател. Така Томов споделя в интервю, че от Антоан Тома е взел пример, „когато не сме винаги много уверени в нещо, веднага да прибегнем към съответната справочна книга“. По време на една от лекциите на Гюстав Лансон пък Тома Ст. Томов прозира значението на начина, по който лекторът чете дадено произведение пред аудиторията, важността на личния интерес и участие в обучителния процес от страна на преподавателя. „Бях много доволен от всички тези лекции и си казвах, че най-после съм попаднал на истинската романска филология“, споделя Томов.
През 1912 – 1913 г. Тома Ст. Томов участва в Балканската война и е ранен край Кукуш. По този повод е награден с медал за участие във войната и със значка „Кръв за Родината“. Той взема участие и в Първата световна война (1915 – 1918) като офицер и получава Медал за участие във войната, а по-късно и орден „Св. Александър“ V степен с мечове (1919 г.).
През 1914 г. Тома Ст. Томов заминава за Рим, за да продължи обучението си по романска филология в Римския университет „Ла Сапиенца“, където завършва специализация по италианска филология. Сред преподавателите му там са Ернесто Моначи (народен латински език), Чезаре де Лолис (френска литература), Пилаец (старофренски език), Викторио Роси (италианска литература), Чети (латински език) и др.
През 1928 – 1929 г. Тома Ст. Томов специализира романска филология в Мюнхен и Париж и придобива специализация по испанска филология в университета в Мадрид.

### Преподавателска дейност
Преди да се яви на конкурс за редовен доцент по романска филология в Софийския университет през 1922 г., Тома Ст. Томов полага основите на преподавателската си дейност като учител по френски и латински език в гимназиите в Пловдив и София: Пловдивска мъжка гимназия (френски и латински, 1918 – 1919 г.), Първа софийска мъжка гимназия (френски, 1919 г.), Втора софийска мъжка гимназия (френски и латински, 1920 – 1922 г.), Първа софийска мъжка гимназия (френски, 1922 – 1923 г.). Постъпва в Софийския университет на длъжността доцент по романска филология (1923 – 1928 г.), след което продължава преподавателската си дейност в университета като извънреден професор (1928 – 1940 г.), редовен професор (1940 – 1965 г.) и хоноруван професор (от 1965 г.).
През 1923 г. в Софийския университет се открива катедра по романска филология. След конкурс на 20 януари 1923 г. за неин ръководител като редовен доцент е назначен младият Томов. На 26 март 1923 г. Томов чете програмната си встъпителна лекция „Развитие и задачи на романската филология“, а първият му лекционен курс през летния семестър на същата година предлага увод в изучаването на романските езици.
Централно място в програмата на романската филология заема изучаването на френски език и литература. Първите обзорни лекционни курсове, които Тома Ст. Томов води, са по старофренски героичен епос и старофренска граматика (1924 – 1925 г.). По-нататък той добавя лекционен курс върху френския театър през XVII век (1925 – 1926 г.) и обзорен курс по история на френската литература от началото ѝ до Ренесанса (1926 – 1927 г.). Следват лекционни курсове по новофренска граматика (1932 – 1933 г.), френска литература от XVI век (1935 – 1936 г.), старофренска литература от XIII век (1936 – 1937 г.), старофренска фонетика (1937 – 1938 г.), старофренски синтаксис (1940 – 1941 г.), наченки и първи паметници на френската литература (1941 – 1942 г.), старофренска морфология (1942 – 1943 г.), френската поезия през XVI век (1943 – 1944 г.), старофренска литература XIV – XV век (1945 – 1946 г.). След 1944 г. Томов прибавя към курса по историческа граматика на френския език и курс по история на френския език, като създава и съвсем нов курс по теоретична нормативна граматика на френския език. През 1952 – 1953 г. чете лекции по теоретична френска фонетика и теоретична френска граматика .
Редом с това Тома Ст. Томов постоянно и целенасочено разширява обхвата на романистичното обучение и към останалите романски езици и култури. Още през 1927 – 1928 г. той въвежда изучаването на сравнителна граматика на романските езици, по-нататък добавя курсове по избрани проблеми на италианската и испанската литература и език (вж. по-долу), чете и лекции и по старопровансалска граматика, език и литература (1934 – 1935 г.).
Още през 1925 – 1926 г. Томов въвежда лекции по италиански език с четене на текстове и по граматика на простонародния латински език. През зимния семестър на 1926 – 1927 г. добавя лекции по италианска литература от XIII и XIV век, а през 1933 – 1934 г. – по италианска литература от XIX век. През 1942 г. Томов основава обособената специалност „Италианска филология“. През 1942 – 1943 г. той въвежда курс от лекции по староиталианска граматика, продължава със староиталиански синтаксис (1944 – 1945 г.) и увод в историята на италианския език (1947 – 1948 г.).
След специализацията си по испанска филология през 1928 – 1929 г. Тома Ст. Томов обогатява обучението по романска филология с лекции по новоиспанска граматика и по староиспанска литература (1930 – 1931 г.). Започва да води курс по испански език в Университета (1937 – 1938 г.). По-нататък добавя лекции по староиспански език (1939 – 1940 г.), староиспански синтаксис (1941 – 1942 г.).
През 1940 г. Тома Ст. Томов е избран за редовен професор по романска филология в Софийския университет. Заема поста на декан на Историко-филологическия факултет в периода от 1940 до 1941 г.
Комунистическата власт след Деветосептемврийския преврат от 1944 г. провежда отблизо и брутално кадрова политика в Университета. Томов е държан в относителна изолация от комунистическата власт най-вероятно поради „неблагонадеждното“ си потекло и факта, че е „верующ протестант“ (баща му д-р Стефан Томов е известен методистки проповедник в България, учител на Петър Дънов), но без съмнение и поради блестящото си европейско образование и способности на учен от международна класа. Известно и относително разведряване се наблюдава едва през 60-те години, когато насърчаването на близките отношения на България със социалистическа Куба става повод за откриването на катедра по испанска филология и неизбежното прибягване към специалиста Томов, и през 70-те години, когато международната известност на зрелия и утвърден учен вече сякаш налага известно облекчаване на тази политически обусловена изолация.
Годината 1961 е много важна за изучаването на испанския език и литература в България. Томов е поканен да оглави новооснованата катедра по испанска филология. В нея той чете лекции по испански език (1961 – 1962 г.), по съвременен испански език, фонетика, морфология и по испанска литература (1962 – 1963 г.). Лекционните му курсове в испанска филология се допълват с курсове по синтаксис на съвременния испански език, историческа граматика на испанския език, испанска литература от Възраждането до XVIII век (1963 – 1964 г.), а по-късно и по испанска литература XVII – XX век (1964 – 1965 г.).
Тома Томов се пенсионира през 1965 г., но като хоноруван професор продължава да води спецкурсове по сравнителна граматика на романските езици и по португалски език чак до 1978 г. Впоследствие чете лекции по испанска литература на XX век и испано-американска литература, както и по историческа граматика на испанския език.
През 1973 г. Тома Томов е избран за член-кореспондент на Испанската кралска академия – Мадрид. Той е член и на International Arthurian Society (дописен секретар за България), на Société de linguistique romane, на Asociación internacional de hispanistas и на Oficina internacional de información y observación del Español.

Участва с доклади в множество международни конгреси. Изнасял е лекции в университетите на Падуа, Флоренция, Болоня, Рим (1942 г.), Будапеща, Дебрецен, Коложвар (дн. Клуж-Напока), Букурещ, Сибиу (1943 г.) на теми от френската и българската литература; в Поатие (1959 г.) за богомилството, в Букурещ за Катарския требник, в Париж (Сорбоната, 1962 г.) за богомилството в България и влиянието му в Западна Европа, в Женева – на същата тема (1962 г.). 
Професорът е автор и на редица учебници, христоматии и пособия по френски език и литература, предназначени за студентите по френска филология, измежду които са две големи и много обхватни христоматии по френска литература на Средновековието и на XVII и XVII век, учебници по френска фонетика и по морфология на съвременния френски език.
На 30 ноември 1981 г. в Софийския университет се провежда тържествено честване на Тома Томов по случай неговата 90-годишнина. На 25 ноември 1986 г. в аулата на Софийския университет на тържествено честване по случай 95-годишнината му Томов получава почетен знак на университета – барелеф с лика на св. Климент Охридски със синя лента. В Юбилейния комитет, създаден за организиране на честването, влизат тогавашният ректор на Софийския университет Минчо Семов, тогавашният председател на БАН Ангел Балевски, Петър Динеков, Константин Попов, Иван Петканов, Елена Савова и литературният критик и преводач Николай Дончев.

### Изследователска дейност
Успоредно с преподавателската си дейност проф. Тома Ст. Томов разгръща широка изследователска дейност, резултат от която са множество публикации, чиято проблематика се простира в няколко основни направления: литература на романските езици, критически преводи и издания на знакови литературни творби, романска филология (френски, италиански, испански и португалски език).
В областта на френската литература една от основните теми в литературно-изследователската работа на Тома Томов е свързана с творчеството на Виктор Юго. Освен в хабилитационния му труд, публикуван на френски език през 1921 г.: „Виктор Юго и Средните векове (Принос към изучаването на Средните векове в езика и стила на Виктор Юго“), в който разглежда култа на автора към Средновековието, изразен в ранните му произведения „Оди и балади“ и в романа „Парижката Света Богородица“, темата присъства и в следващи публикации на Тома Томов, най-значими сред които са „Език и стил в „Легендата на вековете“ (1928 г.) и „Изследване върху вариантите на Юговата „Легенда на вековете“ (1932 г.).
Средновековната френска литература е друга много важна област в научно-изследователската дейност на Тома Ст. Томов. Разработвал е проблеми, свързани с френския героичен епос, като значим негов принос е първото българско критическо издание на „Песента за Роланд“, което включва обстоен анализ на композиционните и художествени качества на поемата, пълен превод на български език, исторически, езикови и литературни бележки към текста, обстойна библиография, както и речник на езиковите форми в поемата с тяхната етимология (1942 г.). Книгата е посветена на големия медиевист и учител на Томов Жозеф Бедие. Томов е публикувал и книга върху старофренската песен-разказ „Окасин и Николета“ (1946 г.), която съдържа както български превод, така и обширна уводна студия, критически анализ и пояснителни бележки. И за двете издания Томов работи с факсимилета на оригинални ръкописи на творбите. Особено внимание отделя на творчеството на Кретиен дьо Троа, като изследванията с най-голям принос в тази област са „Теми и проблеми в романите на Кретиен дьо Троа“ (1936 г.) и „Персевал, или Романът за Граала“ (1940 г.). Самият Томов посочва за любими свои френски поети именно Кретиен дьо Троа и Виктор Юго. Интересът към старофренската литература у него не секва през целия му живот. През 1986 г., вече деветдесет и пет годишен, споделя в интервю, че възнамерява в близко бъдеще да защити докторат, посветен на творчеството на Кретиен дьо Троа.
От литературоведската работа на Тома Ст. Томов трябва да се споменат и изследванията му в областта на испанската литература, в частност върху творчеството на Сервантес, Лопе де Вега, както и върху „Поемата за Сид“. „Поемата за моя Сид. Според критическия текст на Рамон Менендес Пидал“ (1984 г.) е първото издание в България на поемата в нейния цялостен вид. Изданието е и обогатено с литературно-исторически, фактологически и езиковедски бележки. Освен това в няколко компаративистки изследвания Томов чертае паралели между „Поемата за Сид“ и „Песента за Роланд“.
Научните изследвания на проф. Тома Томов се отличават с редица характерни черти. В тях се наблюдава обхватна и задълбочена контекстуализация на изследваните произведения в рамките на истински енциклопедистки подход, който е не просто чисто научен, но има и ясни образователни намерения. Това се свързва с изявената педагогическа и по-общо погледнато, образователна насоченост на немалка част от публикациите му: за информиране на по-широка публика или за улесняване на работата на студентите. Също така характерен в работата му с текстовете е по-общофилологическият аналитичен подход, в рамките на който проф. Томов извършва прецизни и изчерпателни текстови изследвания, съставяне на различни класификации и номенклатури на примерите и тяхното описателно представяне. Като типичен представител на позитивизма проф. Тома Томов разглежда и тълкува литературната творба изключително през призмата на личността на автора. Също така той често предпочита да възпроизвежда вече направени критически оценки и евентуално да изказва предпочитанията си към едно или друго тълкуване. Съжденията му се основават на преценката доколко фикцията съответства на историческата действителност, като при това невинаги се отчита ролята и функционирането на художествената измислица в литературата. Това е характерен позитивистки подход, присъщ на литературната критика и филологическите изследвания като цяло от края на XIX и първата половина на XX век, който проф. Томов не надхвърля в изследванията си, включително и по чисто хронологични причини, тъй като основните му по-мащабни изследвания се вписват в периода между 1921 г. и 1965 г. Важна е и изявената му склонност към съпоставителни изследвания на различни версии на един и същ текст (напр. редакционните промени на Юго, различните ръкописи на „Песен за Роланд“), но също и между различни текстове, понякога принадлежащи към различни литературни традиции.
През годините проф. Тома Ст. Томов разгръща широка просветителска дейност с курсове, лекции и сказки пред широката публика. Многобройни са участията му с доклади в национални и международни научни конференции и конгреси, където представя изследователските си търсения пред научната общност. Сред най-известните му доклади е « Français parlé et français écrit (perspective historique) » [„Говорим френски и писмен френски (в историческа перспектива)“], изнесен на Десетия конгрес по романска филология в Страсбург през 1962 г. Известният френски романист Ж. Гугенайм се изказва за този труд на Тома Томов по следния начин: „В това изследване българският учен е обобщил резултатите от дългите години на преподаване и размисли. Той ни представя едно богато на идеи и знания изложение върху развитието на френския език. Основната идея е постоянното съвместно съществуване и различните взаимоотношения на говоримия и писмения френски език, които не са два езика, а две страни на един и същи език. Тези две страни той проследява исторически“.
Отличителни черти на разностранното научно творчество на проф. Томов са широката ерудиция и богатият френски език, отразяващ филологическата и литературна култура на автора. За трудовете му са характерни изчерпателната и точна библиографска осведоменост, използването на солидни научни извори и стремежът да се разработва проблематиката на специалността. По този начин първият български романист показва обширни и задълбочени познания по всички въпроси от областта на романската филология. Особена черта на проф. Тома Томов е неговата забележителна памет. Негов любим навик е бил да рецитира в оригинал и в превод големи откъси от класическата литература. Проф. Томов питае истинска страст към езиците и негови колеги отбелязват способността му за бързо и точно усвояване на фонетиката на всеки изучаван език. Впечатляващ е и броят на езиците, които владее – латински, френски, италиански, испански, португалски, руски, английски, немски, новогръцки, и лекотата, с която преминава от един език на друг. Той запазва докрай своята инициативност и работоспособност: вече на възраст, научава новогръцки език и превежда книга със старогръцки митове (1983 г.), през последното си десетилетие пише и публикува спомени и преводи.
Професор Томов е осъществил забележителни за времето си научни изследвания и достижения. Редица техни аспекти остават валидни и полезни и днес, близо сто години по-късно. Такива са например прецизните изследвания на текстовете, които биха могли да се използват успешно както в рамките на мултидисциплинарни литературни анализи, така и в работата със студенти върху историята на езика. Някои по-образователни изложения, обхващащи историческо, обществено-политическо и литературно развитие, написани на български език, могат да бъдат полезно четени и днес, като например изследванията му върху творчеството на Кретиен дьо Троа. В критичните му преводи изключително ценен остава богатият справочен апарат, както и изявената склонност към критично осмислени и мотивирани преводачески подходи и съзнанието за отговорността на преводача.

### Личен живот
През 1938 г. Тома Ст. Томов сключва брак с Евдокия Стефанова Влахова, която по професия е пианистка и музикална педагожка с много ученици и чиято важна роля в живота си подчертава самият той. Имат една дъщеря – Антонина Томова-Пашалиева.
Тома Ст. Томов умира на 13 септември 1988 г. в София.

## Отличия и награди
За своите граждански, научни и обществени заслуги Т. Томов е награден с множество български отличия, измежду които: Медал за участие във войната (1912 – 1913 г.) и значка „Кръв за родината“ (1914 г.), орден „Св. Александър“ V степен с мечове – за участие във войната 1915 – 1918 г. (1919 г.), орден „Гражданска заслуга“ IV степен (1940 г.), орден „Св. Александър“ IV степен (1942 г.); възпоменателен медал „Климент Охридски“ (1888 – 1938 г.) (1938 г.); ордени „Кирил и Методий“ II степен (1966 г.) и I степен (1984 г.), „Червено знаме на труда“ (1972 г.), „Народна република България“ I степен (1986 г.); званието „Заслужил деятел на културата“ (1982 г.), почетен знак на СУ (1986 г.), златна значка на Съюза на научните работници в България (1986 г.), златен медал на Туристическото дружество „Алеко Константинов (1986 г.).
Чуждестранни отличия: френски – офицерски кръст на „Почетния легион“ (1948 г.), командорска връзка на ордена „Академични палми“ (1971 г.); италиански – офицерски кръст на „Корона д’Италия“ (1940 г.), командорски кръст на „Корона д’Италия“ (1940 г.), командорски кръст на „Ордена за заслуга към италианската република“ (1972 г.); специален медал на Унгарския университет в Коложвар за литературни прояви (1943 г.).

## Избрана библиография

### Литературни изследвания
- Език и стил в „Легендата на вековете“ = Étude sur la langue et le style de Victor Hugo dans la Légende des siècles. // Годишник на Софийския университет. Историко-филологически факултет, 24, 1928, с. 1 – 228. Рез. на фр. ез. Библиогр.
- Изследване върху вариантите на Юговата „Легенда на вековете“ = Étude sur les variantes de Victor Hugo dans la Légende des siècles. // Годишник на Софийския университет. Историко-филологически факултет, 28, 1932, с. 1 – 223.
- Теми и проблеми в романите на Кретиен дьо Троа = Thèmes et problèmes dans les romans de Chrétien de Troyes. // Годишник на Софийския университет. Историко-филологически факултет, 32, 1936, с. 1 – 160.
- Персевал или Романът за Граала = Perceval ou le conte du Graal. // Годишник на Софийския университет. Историко-филологически факултет, 36, 1940, с. 1 – 152.
- La Chanson de Roland et le роème du Cid : (A propos de la question des contacts littéraires romans) = Песента за Роланда и поемата за Сид: (По въпроса за романските литературни връзки). // Годишник на Софийския университет. Филологически факултет, 59, 1965, № 2, с. 337 – 369.
- Cervantès et son roman „Don Quichotte“ = Сервантес и неговият роман „Дон Кихот“ // Годишник на Софийския университет. Факултет по западни филологии, 62, 1968, № 1, с. 153 – 196.
- Les additions dans la Légende des siècles de Victor Hugo. // Beiträge zur romanischen Philologie, 8, 1969, No 1, p. 115 – 136.

### Езиковедски изследвания
- Le manuscrit V4 dans ses rapports avec la version oxonienne de la Chanson de Roland. = Връзките на ръкописа V4 с оксфордската редакция на „Песента за Роланда“ // Годишник на Софийския университет. Филологически факултет. – 58,1964, № 1, с. 227 – 284.
- По въпроса за изговора и писменото предаване на испанските и португалските имена в български език. // Български език, 1965, № 4 – 5, с. 383 – 389.
- Граматиката на Френската академия. // Училищен преглед, 32, 1933, № 1, с. 71 – 84. За: Grammaire de l’Académie Française. – Paris, Firmin Didot (1932). X, 252 p.
- Въпросът за литературните езици в обсъжданията на Осмия международен конгрес по романистика във Флоренция. // Български език, 1956, № 4, с. 368 – 375.

### Преводи
- Песента на Роланда: Според Оксофордския ръкопис DIGBY 23 = La chanson de Roland : Publiée d’après le manuscript d’Oxford Digby 23. / Увод, текст и прев. от старофр. – София: Унив. печ., 1942. – 488 с., с 12 факсимилета, бележки, речник и показалец на собствените, лични и местни имена. – Библиогр. с. 91 – 111. (Унив. библ. № 256).
- Окасин и Николета: Старофренска песен-разказ от XIII в = Aucassin et Nicolette : Chantefable du XIIIе siècle. / Увод, текст и превод, с две факсимилета, бележки, речник и показалец на собствените, лични и местни имена... = Avec introduction bulgare en regard, deux facsimilés, notes, glossaire et index des noms propres, de personnes, et de lieux par… – София: Унив. печ., 1946. – 143 с. (Унив. библ. № 317).
- Делта-Пападопулу, Александра. Старогръцки митове и легенди. Прев. от гр. С., Отечество, 1983, 111 с.
- Поемата за моя Сид. Според критическия текст на Рамон Менендес Пидал. София, БАН, 1984 г.

### Учебници и учебни помагала
- Chrestomathie de la littérature française du Moyen Âge : Textes publiés avec un abrégé de grammaire de l’ancien français, des notices, des notes et un glossaire. – Sofia : Science et Art, 1951. – 214 p.
- Chrestomathie de la littérature française des XVIe et XVIIe siècles, avec introduction, notices et notes. – Sofia, Science et art, 1954. – 608 p. Bibliogr. (Publ. de l’Université de Sofia). Циклопеч.
- Френска фонетика. – София: Наука и изкуство, 1955. – 305 с. – Библиогр.
- Morphologie du français moderne : Manuel aux étudiants de philologie française. – Sofia : Science et art, 1960. – 216 p. – Bibliogr. p. 207.

### Статии и доклади
- Развитие и задачи на романската филология. // Годишник на Софийския университет. Историко-филологически факултет, 21,1925, № 3, с. 1 – 25.

- El genio dramático y la universalidad de Lope de Vega. // Actas del Primer Congreso Internacional de Hispanistas. – Oxford, 1964, p. 1 – 9.
- Français parlé et français écrit : Perspective historique. // Actes du Xe Congrès international de linguistique et philologie romanes, Strasbourg, 1962. – Paris, Klincksieck, 1965, p. 427 – 442.
- Don Quichotte dans l’oeuvre de Cervantès. 1 – 2. // Beiträge zur romanischen Philologie, 6, 1967, No 1, p. 103 – 118; No 2, p. 313 – 322.
- Conception et composition dans le poème du Cid : L’art dans le poème. // Actes du VIe Congrès International de la Société Rencesvals, Aix-en-Provence, Univ. de Provence, pour l'étude des épopées romanes, Aix-en-Provence, 1973. – Aix-en-Provence, 1974, p. 719 – 773.
- Работа Гюго над „Легендой веков“. // Сравнительное изучение литератур: Сборник статей к 80-летию академика М. П. Алексеева. – Ленинград, 1976, с. 421 – 426.
- L’épopée médiévale française chez V. Hugo. // Charlemagne et l’épopée romane : Actes du VIIe Congrès international de la Société Rencesvals, Liège, 28 août – 4 septembre 1976. – Paris, 1978, p. 469 – 479.
- Petrarka in Bulgaria. // Atti del convegno intern. „Petrarca e il petrarchismo nei paesi slavi“. – Zagreb, 1978, p. 515 – 522.